# はまみつを
はま みつを（本名：浜 光雄（はま みつお）、1933年9月20日 - 2011年2月22日）は、日本の児童文学作家。

## 来歴・人物
長野県塩尻市出身。旧制松本中学を経て、信州大学教育学部修了。信州児童文学会会長を務めていた。
高橋忠治、和田登らとともに「とうげの旗」創刊の参加を機に創作活動に専念。1970年処女作『わが母の肖像』を刊行。1979年『春よこい』で赤い鳥文学賞） 1983年『レンゲの季節』で塚原健二郎文学賞） 1989年『赤いヤッケの駅長さん』で産経児童出版文化賞を受賞。
2011年2月22日、肺炎のため長野県松本市の病院で死去。77歳没。
はま自身が担任を務めた塩尻市の中学校の教え子の一人に、テレビプロデューサーで上智大学文学部新聞学科教授の碓井広義がいる。

## 著書
- 『わが母の肖像』（理論社、Junior Library） 1970年
- 『サイタサイタ』（理論社、理論社のroman book） 1972年
- 『どこかの夏』（理論社） 1973年
- 『防人のうた』（信濃毎日新聞社、童話・信濃のむかし） 1974年
- 『子もりじぞう』（ポプラ社、ポプラ社の創作絵本） 1974年
- 『土のとりで』（信濃毎日新聞社、童話・信濃のむかし） 1975年
- 『先生の赤ちゃん』（金の星社） 1979年2月
- 『春よこい』（大石真解説、偕成社） 1979年1月
- 『一番星よまたたけ』（大石真解説、ポプラ社、ポプラ社文庫） 1979年12月
- 『かぼちゃ戦争』（大石真解説、偕成社、偕成社の創作文学） 1980年12月
- 『レンゲの季節 短編集』（小峰書店、文学のひろば） 1982年12月）
- 『わらうことがしゅくだいだって』（金の星社、新・創作えぶんこ） 1983年3月
- 『そばうちばば』（小峰書店、日本のえほん） 1984年2月
- 『白樺伝説 この愛の教師たち』（理論社、シリーズヒューマンドキュメント） 1989年7月
- 『赤いヤッケの駅長さん』（小峰書店、赤い鳥文庫） 1989年5月、のち中高学年向け新刊読み物セット2014（全7巻）の1冊として復刊。
- 『新選信濃の民話集 民話でつづる愛のものがたり』（郷土出版社） 1989年8月
- 『アヒルよ空を飛べ!』（金の星社、新・文学の扉） 1989年12月
- 『えんそくのおみやげ』（金の星社、新・ともだちぶんこ） 1992年12月
- 『雷電為右衛門』（郷土出版社、信濃の伝記シリーズ） 1993年7月
- 『黎明の北アルプス 山に生き、北アルプスに生涯をかけた男たち』（郷土出版社） 1994年5月
- 『霧の彼方へ』（文渓堂） 1996年12月
- 『鬼の話』（小峰書店、文学の森） 2003年5月
- 『桔梗ヶ原のげんばのじょう狐』（郷土出版社、信州・読み聞かせ民話絵本シリーズ） 2005年12月
- 『この人、この言葉 童話作家が出会った40人』（一草舎出版、信州の本棚） 2005年4月
- 『悲憤の武将佐々成政 豪雪の北アルプス越え』（郷土出版社） 2005年7月
- 『信州の民話伝説集成 中信編』（一草舎出版） 2006年2月
- 『森の王八面大王』（郷土出版社、信州・読み聞かせ民話絵本シリーズ） 2008年8月
- 『ポンポン船 5分で読める41編のポカポカ童話』（総和社） 2008年6月
- 『義民加助』（郷土出版社、ふるさとの歴史人物絵本シリーズ） 2009年9月
- 『白樺教師中谷勲』（郷土出版社、ふるさとの歴史人物絵本シリーズ） 2010年2月